# Gilmer (Texas)
Gilmer er en amerikansk by og administrativt centrum for det amerikanske county Upshur County i staten Texas. I 2000 havde byen et indbyggertal på 4.799.
32°43′57″N 94°56′49″V / 32.73250°N 94.94694°V